# لیوبوف شوتووا
لیوبوف شوتووا (روسی: Любовь Андреевна Шутова؛ زادهٔ ۲۵ ژوئن ۱۹۸۳) شمشیرباز زن اهل روسیه است.